# Sahara Hotel and Casino
O Sahara Hotel and Casino foi um hotel e cassino localizado na Las Vegas Strip em Paradise, Nevada. O hotel foi inaugurado em 1952 pelo empresário americano Milton Prell e desde 2007  pertence a SBE Entertainment Group. Desde a sua inauguração, ele se tornou palco para artistas como Frank Sinatra, Dean Martin, Sammy Davis Jr., Judy Garland, Marlene Dietrich, Paul Anka, George Carlin, Liza Minnelli, Violetta Villas, Shirley Bassey, Imogene Coca, Connie Francis, Bill Cosby, Jeanette MacDonald, Ann-Margret, Joey Bishop, Don Rickles, Bobby Darin, Jerry Lewis entre outros. Além disso, a versão original do filme Onze homens e um segredo foi filmada neste cassino.
Em março de 2011, Sam Nazarian, presidente-executivo da SBE Entertainment Group, que detém e opera a Sahara, anunciou o fechamento de suas portas previsto para o dia 16 de maio de 2011. O hotel é considerado "economicamente inviável", mas ainda existe grande controvérsia sobre o seu fechamento. Nazarian deixou em aberto a possibilidade de reabrir a propriedade numa data posterior e disse que iria ajudar os funcionários da Sahara a procurar novos empregos.
Com o seu fechamento, a cidade de Las Vegas perde um hotel com 1.720 quartos e um cassino com 7.896 metros quadrados, além de um restaurante temático sobre a categoria automobilística Nascar. O hotel era o último hotel-cassino da chamada era "Rat pack" (grupo de atores capitaneado por Humphrey Bogart, Sinatra e Sammy Davis Jr.), que marcou época na boemia americana por volta dos anos 1960.